# Crepidotus apodus
Crepidotus apodus är en svampart som beskrevs av Capelari 2006. Crepidotus apodus ingår i släktet rödmusslingar och familjen Inocybaceae.   Inga underarter finns listade i Catalogue of Life.